# Max Auwärter-Preis
Der Max Auwärter-Preis ist ein alle zwei Jahre von der Max Auwärter-Stiftung in Balzers vergebener Physikpreis.
Der Preis ist mit 10.000 Euro dotiert und wird an Personen bis zum Alter von 35 Jahren vergeben, die eine signifikante wissenschaftliche Arbeit auf den Gebieten der Oberflächenphysik, der Grenzflächenchemie und der anorganischen sowie organischen dünnen Schichten als alleinige Autoren veröffentlicht haben.
Einen Max-Auwärter-Preis vergibt auch noch die Österreichische Gesellschaft für Vakuumtechnik.

## Preisträger
- 1980 Peter Varga, Christian Oelhafen
- 1981 Rolf Clauberg
- 1982 Peter Schrammen, Adolf Winkler
- 1983 Hans-Werner Fink
- 1984 Max E. Lippitsch, Gregor Strasser
- 1985 Erwin Gisler
- 1986 Ludwig A. Laxhuber
- 1988 Wilfried Wurth
- 1990 Gerhard Lakits
- 1992 Roland Wiesendanger
- 1996 Johannes Pedarnig
- 2000 Mathias Getzlaff
- 2002 L. Vitali
- 2004 Stefan Cernusca und Mathias Kläui
- 2006 John Lupton
- 2008 Markus Ternes
- 2010 Stephen Berkebile
- 2012 Giuseppe Mercurio
- 2014 Stefan Förster
- 2016 Barbara A. J. Lechner
- 2018 Fabio Donati
- 2020 Richard A. Wilhelm
- 2022 Manish Garg
- 2024 Shantanu Mishra